# Ширер, Мойра
Мойра Ширер, леди Кеннеди (урожд. Moira Shearer King, 17 января 1926 — 31 января 2006) — балерина и артистка кино  шотландского происхождения. Стала знаменитой благодаря исполнению главной роли в фильме «Красные башмачки» (1948).

## Биография
Родилась в городе Данфермлин в Шотландии в семье инженера Гарольда Кинга. В 1931 году семья переехала в Ндолу, Северная Родезия, где девочка по настоянию матери начала заниматься балетом у одного из учеников Энрико Чеккетти. По возвращении в Лондон в 1936 году несколько месяцев занималась у педагога Флоры Фэйрберн (Flora Fairbairn) прежде чем поступить в студию Николая Легата. После трёх лет занятий у Легата была принята в балетную школу Садлерс-Уэллс (в настоящее время — Школа королевского балета), но сразу после начала войны родители забрали её домой, в Шотландию.   
Дебютировала в 1941 году в труппе Моны Инглсби «Международный балет». В 1942 году вошла в состав  балетной труппы «Балет Садлерс-Уэллс», где танцевала до 1952 года. Участвовала в гастролях труппы по Америке.
Вместе с Марго Фонтейн и Памелой Мэй была в премьерном составе балета Аштона «Симфонические вариации». В 1948 году дебютировала в роли Золушки в одноимённом балете Ф. Аштона. 
Роль Виктории Пейдж в фильме «Красные башмачки» моментально сделала её всемирно знаменитой. Сама Мойра считала, что фильм разрушил её балетную карьеру. «Разве это не странно, что то, к чему ты никогда не стремился, вдруг оборачивается тем, что делает тебе имя и определяет твою личность?» — вопрошала балерина. Тем не менее она согласилась принять участие ещё в одном грандиозном кино-проекте команды, создавшей «Красные башмачки», снявшись в ролях балерины Стеллы и механической куклы Олимпии в фильме-феерии «Сказки Гофмана».
В 1953 году, в возрасте всего 27 лет, по разным причинам (из-за травмы в том числе) приняла решение оставить балетную сцену и сосредоточиться на своей актёрской карьере. В 1954 году сыграла Титанию в шекспировской комедии «Сон в летнюю ночь» на Эдинбургском фестивале. В 1959 снялась в роли Роксаны («Сирано де Бержерак») в фильме-балете Ролана Пети «Раз, два, три, четыре или Чёрные чулочки» (вышел в прокат в 1961-м). В середине 60-х играла роль Феи Морганы в сценической версии мюзикла «Камелот» режиссёра и хореографа Роберта Хелпмана. 
В 1972 году была ведущей конкурса «Евровидение», проходившего в Эдинбурге. В 1977-1982 годах ездила по Соединённым Штатам с лекциями по истории балета. Вела колонку книжного обозрения в газете Дейли телеграф.
В 1987 году снялась в роли матери художника Лоури в телевизионной версии балета Джиллиан Линн «Простой человек».

### Семья
В 1950 году вышла замуж за известного журналиста и правозащитника Людовика Кеннеди, с которым прожила в браке 56 лет — до своей смерти в 2006. Её супруг утверждал, что влюбился в Мойру и решил, что женится именно на ней, сразу же, как только посмотрел фильм «Красные башмачки». Супруги имели четверо детей — трёх дочерей и сына.

## Интересные факты
Продюсер Артур Фрид хотел, чтобы именно Мойра сыграла роль Элен в фильме «Королевская свадьба», но Астер наотрез отказался сниматься с профессиональной балериной. В свою очередь Ширер отказалась от предложения Джина Келли сыграть с ним в фильме «Бригадун» (1954).
В 2000 году сатиновые балетные туфельки, в которых Ширер играла в «Красных башмачках», были проданы на аукционе за 25 тысяч $.

## Творчество

### Репертуар
- 23 декабря 1948 — Золушка*, «Золушка» Сергея Прокофьева в постановке Фредерика Аштона (Принц — Майкл Сомс[англ.]).

(*) — первая исполнительница партии.

### Фильмография
- 1948 — «Красные башмачки» (реж. Майкл Пауэлл и Эмерик Прессбургер, хореография Роберта Хелпмана)
- 1951 — «Сказки Гофмана» (реж. Майкл Пауэлл и Эмерик Прессбургер, хореография Фредерика Аштона)
- 1953 — «Три истории любви» (эпизод «Ревнивый возлюбленный», реж. Винсент Миннелли и Готфрид Рейнхарт, хореография Фредерика Аштона)
- 1955 — «Любитель рыженьких» (реж. Харольд Френч)
- 1960 — «Подглядывающий» (реж.Майкл Пауэлл)
- 1961 — «Раз, два, три, четыре или Чёрные чулочки» (хореография Ролана Пети, реж. Теренс Янг)